# Église Saint-Lazare de Neuve-Maison
L'église Saint-Lazare de Neuve-Maison est une église située à Neuve-Maison, en France.

## Description

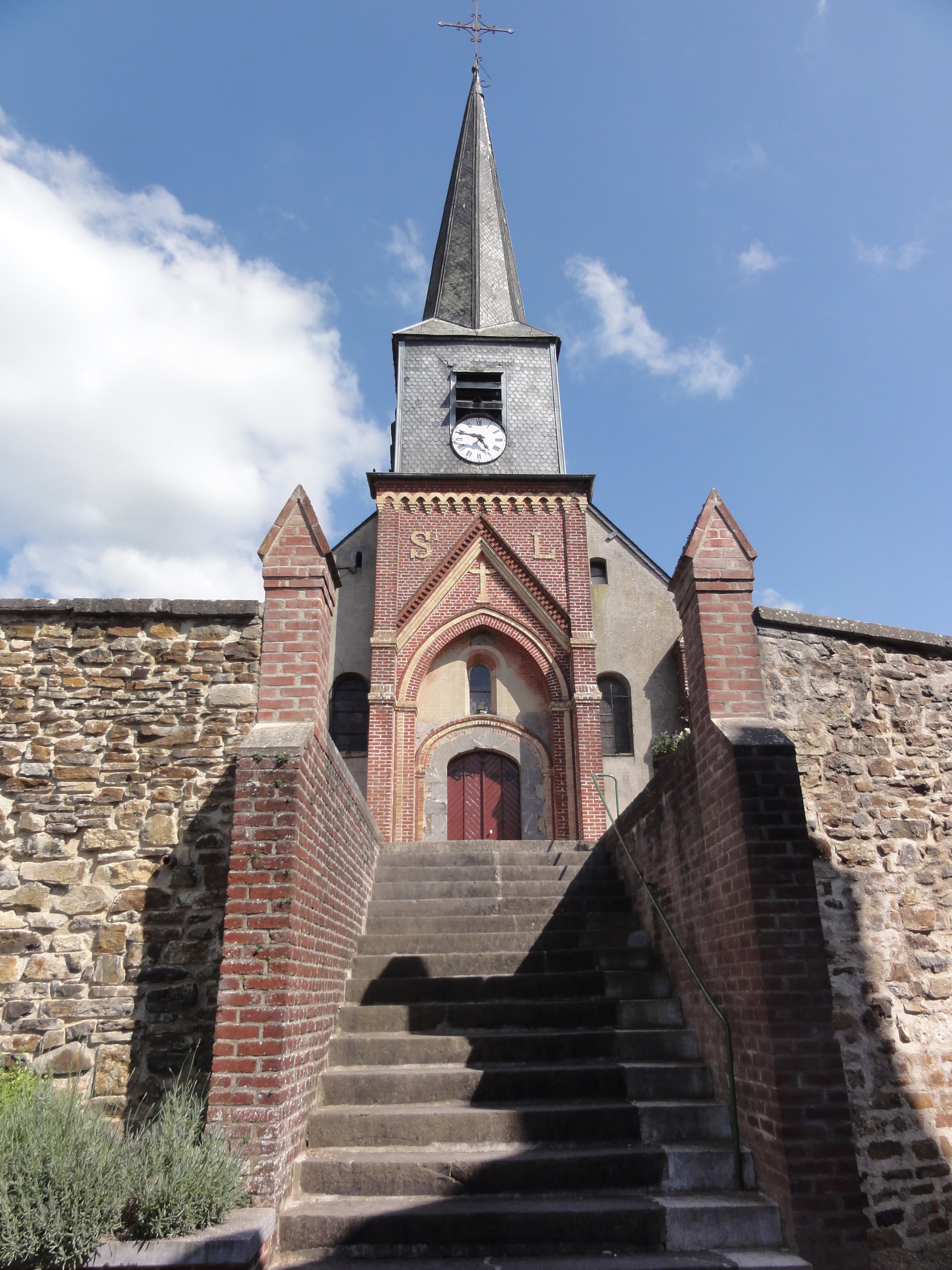
L'escalier montant à l'église.
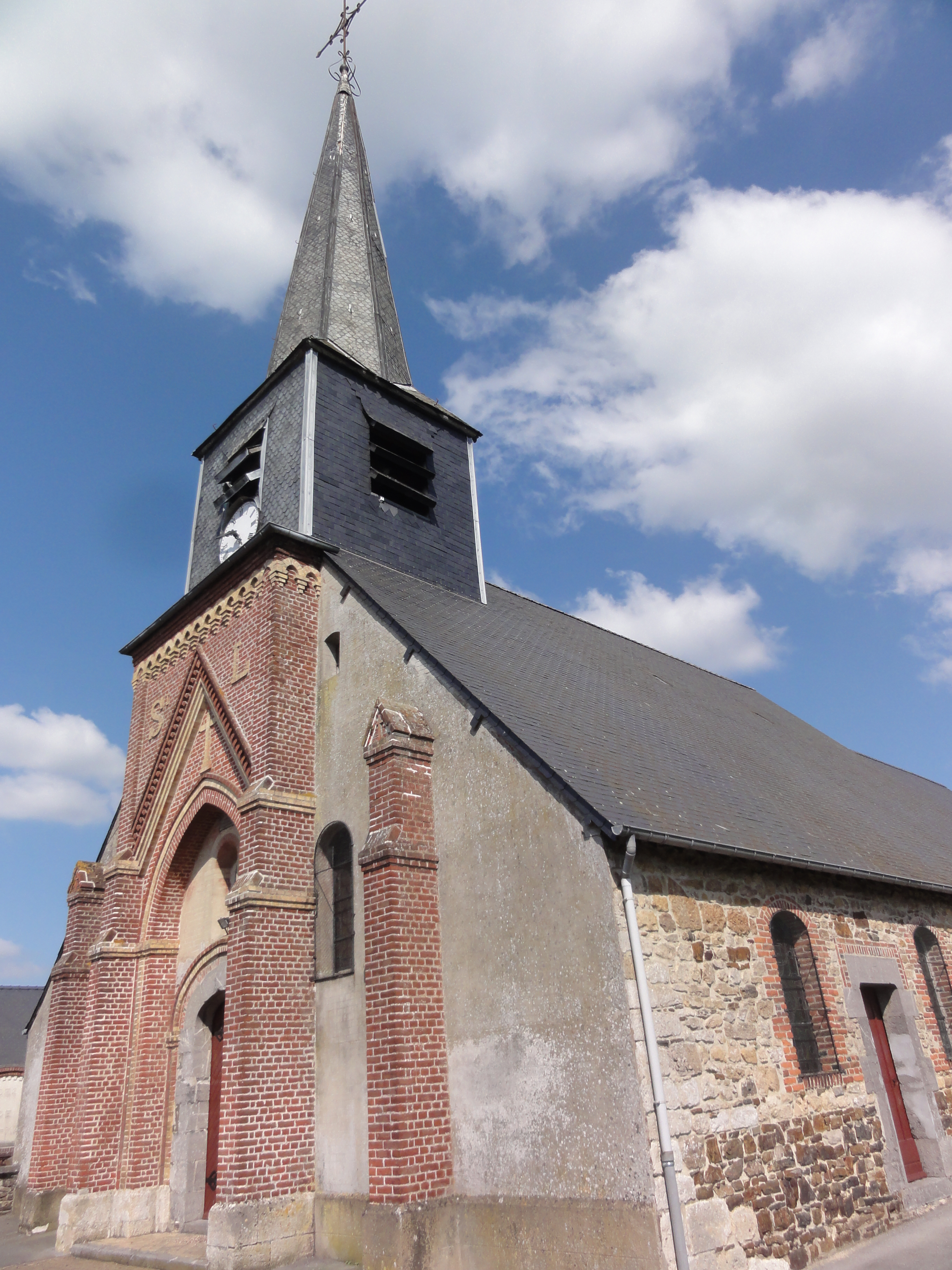
Angle sud-ouest de l'église.

## Localisation
L'église est située sur la commune de Neuve-Maison, dans le département de l'Aisne.